# Veszprémi Futball Club
Il Veszprémi Futball Club, o semplicemente Veszprém, è una società calcistica ungherese con sede nella città di Veszprém. Milita nella Nemzeti Bajnokság III, la terza serie del calcio ungherese.

## Palmarès

### Competizioni nazionali
- Nemzeti Bajnokság II: 1

1987-1988
- Nemzeti Bajnokság III: 1

2022-2023